# Janet Mock
Janet Mock (n. 10 martie 1983)este o scriitoare, prezentatoare TV și activistă transgen americană. A făcut operație de schimbare de sex la 18 ani. Ea este autoarea bestseller-ului Redefining Realness de la The New York Times, editor contribuitor la revista Marie Claire și fost editor la People.

## Apariții în seriale și documentare
- Chelsea (serial TV, 2017)
- The Wendy Williams Show (serial TV, 2017)
- The Daily Show (serial TV, 2017)
- Late Night with Seth Meyers (serial TV, 2017)
- I Am Cait (documentar TV în miniserii, 2015)
- Melissa Harris-Perry (serial TV, 2013-2015)
- The 2015 ESPY Awards (serial TV, 2015)
- The Nightly Show with Larry Wilmore (serial TV, 2015)
- It Got Better (documentar TV în mini-serii, 2015)
- Entertainment Tonight (serial TV, 2014-2015)
- Real Time with Bill Maher (serial TV, 2015)
- MSNBC Live (serial TV, 2014)
- Larry King Now (serial TV, 2014)
- TakePart Live (serial TV, 2014)
- The Colbert Report (serial TV, 2014)
- Piers Morgan Tonight (serial TV, 2014)
- The Out List (documentar, 2013)
- Dressed (documentar, 2011)[7]